# Нафтові води
Нафтові води — води нафтоносних горизонтів; перебувають у тісному взаємозв'язку з нафтою і розчиненим у ній газом.

## Загальний опис
За умовами залягання в нафтовому пласті і за співвідношенням з нафтовим покладом розрізняють: крайові (контурні) і підошовні. Якщо нафтовий пласт відслонений, його верхня частина до деякої глибини може бути заповнена верхньою крайовою водою (атмосферного походження). Нижня крайова вода підпирає поклади поза зовнішнім контуром нафтогазоносності. В повністю водоплавній частині покладу (в нафтоносних структурах з невеликими кутами падіння пластів і в пластах з великою товщиною колекторів, де нафта насичує тільки верхню частину пласта) води, які підпирають поклад, називаються підошовними водами.
Гідрохімічний склад Н.в. відображає літологічні особливості продуктивного горизонту і склад покладів. Для крайових Н.в. нафтових покладів характерні вищі концентрації органічних кислот, бензолу, фенолів, важких вуглеводнів. Води газових покладів звичайно менш багаті органічними компонентами. Ця особливість часто є ознакою наявності або відсутності нафтової облямівки. Для Н.в. характерний широкий діапазон мінералізації, але частіше за все вони високомінералізовані (до 200 г/л та більше).
За йонно-сольовим складом виділяють хлоридні кальцієво-натрієві, хлоридні кальцієво-магнієві і гідрокарбонатно-натрієві Н.в. Останні характеризуються переважно невеликою мінералізацією (до 10 г/л). Вони суттєво відрізняються від інших типів природних вод майже повною відсутністю сульфатів, підвищеними концентраціями I, Br, B, Ba, Ra, Sr, V, Ni та інших мікроелементів, високою газонасиченістю вуглеводнями (до пентану включно), сірководнем, вуглекислотою, підвищеним вмістом органічних кислот, бензолу, фенолів, біогенного азоту, амонію. Надійна ізоляція Н.в. від верхніх водоносних горизонтів забезпечує тривале збереження їх специфічних особливостей. Хімічний склад і властивості Н.в. суттєво впливають на повноту витіснення нафти з пластів і враховуються при проектуванні розробки родовищ, особливо з використанням заводнення і фізико-хімічних методів підвищення нафтовилучення. Н.в., які надходять разом з нафтою, ускладнюють процес видобування нафти, зумовлюючи утворення твердих неорганічних солей на внутрішніх поверхнях промислового обладнання. З метою видалення Н.в. проводять знесолення і зневоднення нафти. Найпоширенішими гіпотезами походження Н.в. є: інфільтраційна, викопних і похованих вод, органічна і ювенільна. Однак жодна з них не пояснює все різноманіття і специфіку Н.в. Ймовірно, Н.в. мають різне походження. Син.: пластові води.
Нафтові води характеризуються значними напорами, високою мінералізацією (до 320 г/дм3), лужністю (рН 7,5–8,5) та переважанням у їх складі хлор-іона, натрій-іона при майже повній відсутності сульфат-іона. Інколи лужні води нафтогазових родовищ мають дуже низьку мінералізацію (до 1–5 мг/дм3) та гідрокарбонатний натрієвий склад (конденсаційні води).

## Класифікація
За походженням води нафтогазових родовищ можуть бути поділені на метеорні, поховані та змішані.
Метеорні води — це води, які інфільтруються у пористі та проникні породи верхніх горизонтів геологічного розрізу. Присутність карбонатів та бікарбонатів, а іноді і сульфатів у водах якогось із нафтогазових родовищ вказує на те, що ці води хоча б частково надходять сюди з поверхні.
Похованими у нафтогазовій гідрогеології називають води, що знаходилися у колекторах до розкриття їх бурінням. Більшість похованих вод або розсолів характеризуються значним вмістом хлоридів та натрію. Концентрації NaCl в них є набагато більшими ніж у океанській воді. Загальногідрогеологічне значення терміна «поховані» води полягає у тому, що це сингенетичні або автохтонні води, що потрапили в осад одночасно з його утворенням та збереглися в ньому після його перетворення на гірську породу.
Змішані води вміщують хлоридні, гідрокарбонатні і сульфатні іони. Це вказує на їх складну природу формування внаслідок процесів змішування похованих та інфільтраційних вод.
За загальною мінералізацією серед нафтових вод виділяють:
- ультрапрісні — до 0,1;
- прісні — 0,1–1,0;
- слабо мінералізовані — 1,0–3,0;
- середньої мінералізації — 3,0–10,0;
- високої мінералізації — 10,0–35,0;
- розсоли — понад 35,0.

## Проміжна вода
Проміжна вода — вода, приурочена до водоносних пропластків, що залягають всередині нафтогазоносної товщі, яка є єдиним об'єктом розробки.

## Дослідження нафтових вод
Вперше нафтові води описав канадський геолог Т. Гант. Їхня унікальність завжди привертала увагу багатьох дослідників. Тому зараз існує ціла наукова галузь, що має назву нафтогазова (або промислова) гідрогеологія, основи якої закладено в роботах російських (А. Абрамович, В. Сулін, Н. Ігнатович, А. Карцев, М. Альтовский, В. Швець, А. Ніканоров та ін.), американських І. Талмер), Дж. Роджерс, Д. Крауфорд, А. Лаверсен, Дж. Уайт та ін.), українських (А. Романюк, Є. Гавриленко, В. Колодій, О. Штогрин, Л. Гуцало, А. Бабинець, О. Лукін, Л. Швай, Ю. Застежко, А. Тердовідов, В. Терещенко, В. Суярко та ін.) дослідників і вчених із інших країн.
Особливе місце серед цих праць зараз займають роботи відомого українського геолога О. Лукіна, який вневнено доводить єдність і взаємозв'язок гідрогеологічного, геодинамічного, літологічного, структурного, геохімічного та інших факторів нафтогазонагромадження в земних надрах.

### Гідрохімічний склад нафтових вод
Гідрохімічний склад нафтових вод відображає літологічні особливості продуктивного горизонту і склад покладів. Для крайових нафтових вод нафтових покладів характерні вищі концентрації органічних кислот, бензолу, фенолів, важких вуглеводнів. Води газових покладів менш багаті органічними компонентами. Ця особливість часто є ознакою наявності або відсутності нафтової облямівки. Для нафтових вод характерний широкий діапазон мінералізації, але частіше за все вони високомінералізовані (до 200 г/л та більше).
За йонно-сольовим складом виділяють хлоридні кальцієво-натрієві, хлоридні кальцієво-магнієві і гідрокарбонатно-натрієві нафтові води. Останні характеризуються переважно невеликою мінералізацією (до 10 г/л). Вони суттєво відрізняються від інших типів природних вод майже повною відсутністю сульфатів, підвищеними концентраціями I, Br, B, Ba, Ra, Sr, V, Ni та інших мікроелементів, високою газонасиченістю вуглеводнями (до пентану включно), сірководнем, вуглекислотою, підвищеним вмістом органічних кислот, бензолу, фенолів, біогенного азоту, амонію. Надійна ізоляція нафтових вод від верхніх водоносних горизонтів забезпечує тривале збереження їх специфічних особливостей. Хімічний склад і властивості нафтових вод суттєво впливають на повноту витіснення нафти з пластів і враховуються при проектуванні розробки родовищ, особливо з використанням заводнення і фізико-хімічних методів підвищення нафтовилучення. Нафтові води, які надходять разом з нафтою, ускладнюють процес видобування нафти, зумовлюючи утворення твердих неорганічних солей на внутрішніх поверхнях промислового обладнання. З метою видалення нафтових вод проводять зневоднення і знесолення нафти. Найпоширенішими гіпотезами походження нафтових вод є: інфільтраційна, викопних і похованих вод, органічна і ювенільна. Однак жодна з них не пояснює все різноманіття і специфіку нафтових вод. Ймовірно, нафтові води мають різне походження.
Міграція вуглеводневих флюїдів у гірських породах часто супроводжується циркуляцією підземних вод термогідродинамічних, елізійних та інфільтраційних природних водонапірних систем. Нафтові води характеризуються значними напорами, високою мінералізацією (до 320 г/дм3), лужністю (рН 7,5 — 8,5) та переважанням у їх складі хлор-іона, натрій-іона при майже повній відсутності сульфат-іона. Інколи лужні води нафтогазових родовищ мають дуже низьку мінералізацію (до 1 — 5 мг/дм3) та гідрокарбонатний натрієвий склад (конденсаційні води).

### Умови знаходження води, нафти і газу у природних резервуарах.
Умови знаходження води, нафти і газу в природному резервуарі залежать від взаємодії ряду факторів: співвідношення густини флюїдів (рідинно-газових сумішей), відносної насиченості порового простору кожним із компонентів, гідродинамічних умов у колекторському пласті, а також його літологічних особливостей і порової проникності.
У пастках, що одночасно вміщують нафту, газ і воду, флюїди закономірно розподіляються по вертикалі, і кожний з них займає горизонтальний шар. Найлегша складова флюїду — газ — розташовується у поровому просторі у верхній частині пастки. Основною речовиною, що заповнює пори продуктивного шару, є нафта. Ще нижче поровий простір буває заповнений водою.
Межа між нафтою і водою має назву водонафтового контакту (ВНК). У пастках, де нафта відсутня, а пасткові флюїди представлені лише газом і водою, межа між ними називається газоводяним контактом (ГВК).
Величина нахилів ГВК є прямим показником умов збереження покладів нафти і газу від механічного руйнування підземними водами.
Слід зазначити, що порова вода знаходиться у природному резервуарі повсюдно. Вона може займати до 50 % цього об'єму.